# 阿道夫 (什勒斯維希-霍爾斯坦-戈托普公爵)
霍爾斯坦-戈托普的阿道夫（丹麥語：Adolf af Slesvig-Holsten-Gottorp，1526年1月25日—1586年10月1日），第一任霍爾斯坦-戈托普公爵，弗雷德里克一世的第三子。

## 領地的劃分
什勒斯維希公國與霍爾斯坦公國原為丹麥國王的領地，因此丹麥國王也持有「什勒斯維希與霍爾斯坦公爵」的稱號。
1544年，阿道夫和兩個哥哥：丹麥國王克里斯蒂安三世與約翰二世將什勒斯維希與霍爾斯坦劃分成三份，克里斯蒂安三世繼續持有什勒斯維希與霍爾斯坦公爵的稱號，約翰二世獲得海澤斯萊烏，成為什勒斯維希-霍爾斯坦-海澤斯萊烏公爵，阿道夫則獲得戈托普，稱「什勒斯維希-霍爾斯坦-戈托普公爵」，是歐登堡王朝分支霍爾斯坦-戈托普王朝的建立者。

## 家庭
1564年，阿道夫與黑森的克莉絲汀結婚，兩人共有4子5女：
- 腓特烈（英语：Frederick II, Duke of Holstein-Gottorp）（1568年—1587年），早逝
- 索菲亞（1569年—1634年），梅克倫堡公爵夫人
- 菲利普（英语：Philip, Duke of Holstein-Gottorp）（1570年—1590年），霍爾斯坦-戈托普公爵
- 克莉絲汀（1573年—1625年），瑞典王后
- 伊莉莎白（1574年—1587年），早逝
- 約翰·阿道夫（1575年—1616年），霍爾斯坦-戈托普公爵
- 安娜（英语：Anna of Holstein-Gottorp）（1575年—1610年），東菲士蘭伯爵夫人
- 阿格尼絲（1578年—1627年）
- 約翰·腓特烈（英语：John Frederick of Holstein-Gottorp）（1579年—1634年），布萊梅大主教